# El Harrach
El Harrach è un comune dell'Algeria, situato nella provincia di Algeri. È anche il centro amministrativo dell'omonima daïra nella wilaya di Algeri.

## Geografia fisica
La città e il comune di El Harrach si trovano a circa 10 km a est di Algeri e fanno parte delle regioni del Mitidja e del Sahel algerino. Il centro della città si trova a circa 2 km a monte della foce dell'Oued El Harrach; la città è separata in due parti da questo corso d'acqua.

## Origini del nome
Il nome El-Harrach (ḥarrâc) deriva dal Tamazight ḥirâc (pl. aḥrâc) che significa "foresta", "bosco", "macchia", che qui assume il significato di "luogo fortemente boschivo", "luogo con una fitta vegetazione".

## Storia
El Harrach nacque spontaneamente come un semplice villaggio coloniale francese sulla strada per la capitale algerina a metà del XIX secolo, un piccolo villaggio coloniale francese sorto spontaneamente negli anni '40 del XIX secolo e divenuto la dodicesima città più grande dell'Algeria nei primi anni 1950. La città è stata poi assorbita dall'agglomerato urbano di Algeri, al quale Maison-Carrée (vecchio nome di El Harrach) è stata legata amministrativamente nel 1959 come 11º arrondissement.

## Infrastrutture e trasporti

### Ferrovie
- Stazione di El Harrach

### Tranvia
- Rete tranviaria di Algeri, fermate La Glacière, El-Harrach-Le Pont, Bellevue e Bekri-Bouguerra

### Metropolitana
- Stazioni di El Harrach Gare e El Harrach Centre, linea 1 della metropolitana di Algeri.

### Trasporto pubblico
- Il comune è attraversato dalle linee 01, 05, 69, 72, 80, 98 e 113 di bus ETUSA.

## Sport

### Calcio
- Union Sportive Medinat El Harrach